# Estela do Sonho

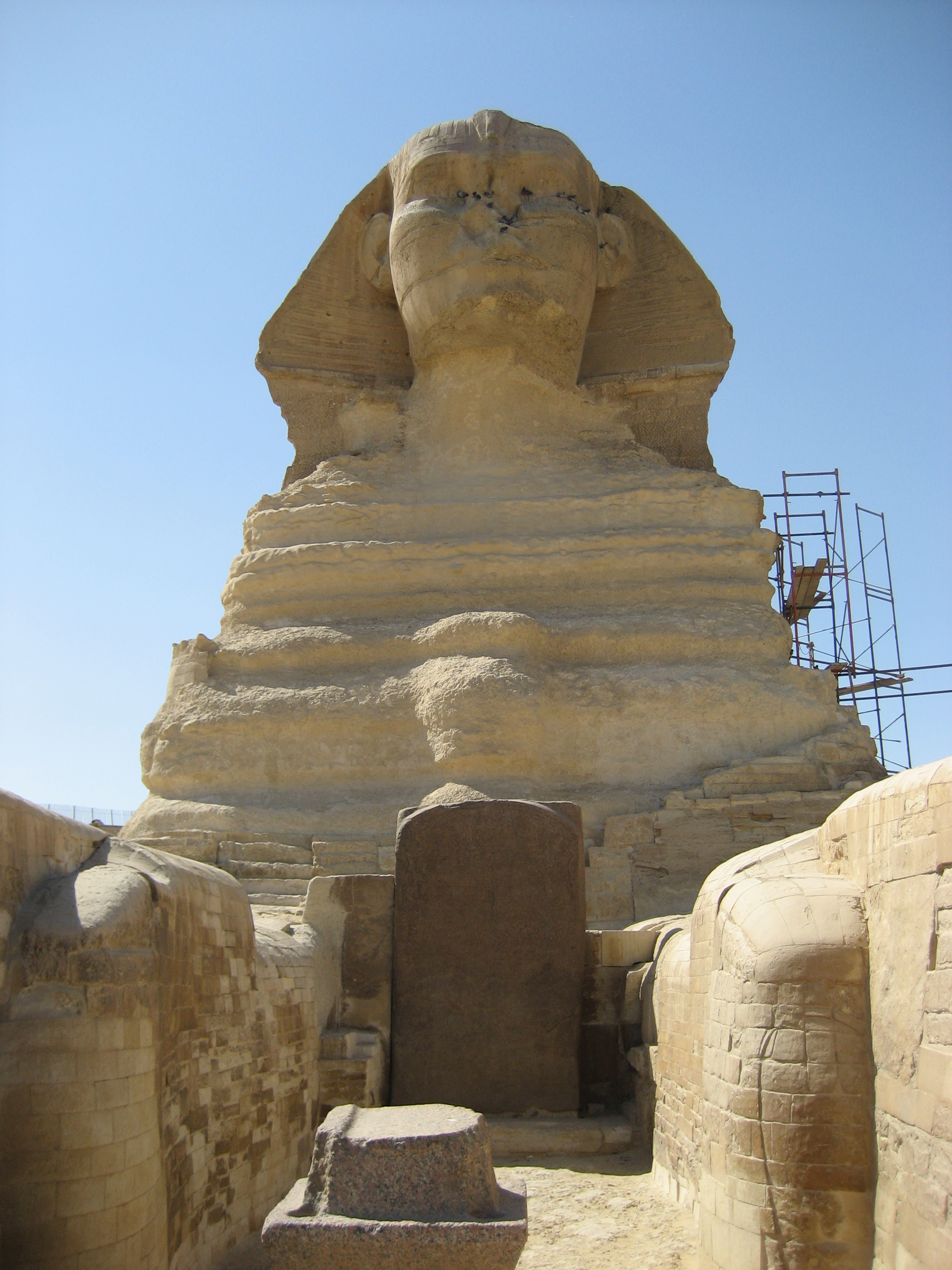
Estela do Sonho com a Grande Esfinge de Gizé

Estela dos Sonhos, também chamada de Estela da Esfinge, é uma estela epigráfica erguida entre as patas dianteiras da Grande Esfinge de Gizé pelo antigo faraó Tutemés IV no primeiro ano do reinado do rei, 1 401 a.C., durante a 18ª dinastia. Como era comum com outros governantes do Novo Reino, a epígrafe reivindica uma legitimação divina ao faraó.

## Texto
Texto parcial: 
"Agora a estátua do grande Quepri [a Grande Esfinge] repousava neste lugar, grande em fama, sagrada em respeito, a sombra de Rá repousando sobre ela. Mênfis e todas as cidades dos dois lados vieram até ela, com os braços em adoração ao rosto dela, trazendo grandes ofertas para o seu Ka. Um dia desses, aconteceu que o príncipe Tutemés veio viajar na hora do meio-dia. Ele descansou na sombra deste grande deus. [Dormiu e] sonhou [tomou posse dele] no momento em que o sol estava no auge. Então ele encontrou a majestade desse deus nobre falando por sua própria boca como um pai fala com seu filho e dizia: "Olhe para mim, observe-me, meu filho Tutemés. Eu sou seu pai, Horem-aquete-Quepri-Rá-Atum. Darei a você o reinado [sobre a terra antes dos vivos]. . . . [Eis que minha condição é semelhante à da doença], todos [meus membros sendo arruinados]. A areia do deserto, sobre a qual eu costumava estar (agora) me confronta; e é para fazer com que você faça o que está em meu coração que eu esperei."

## Descrição

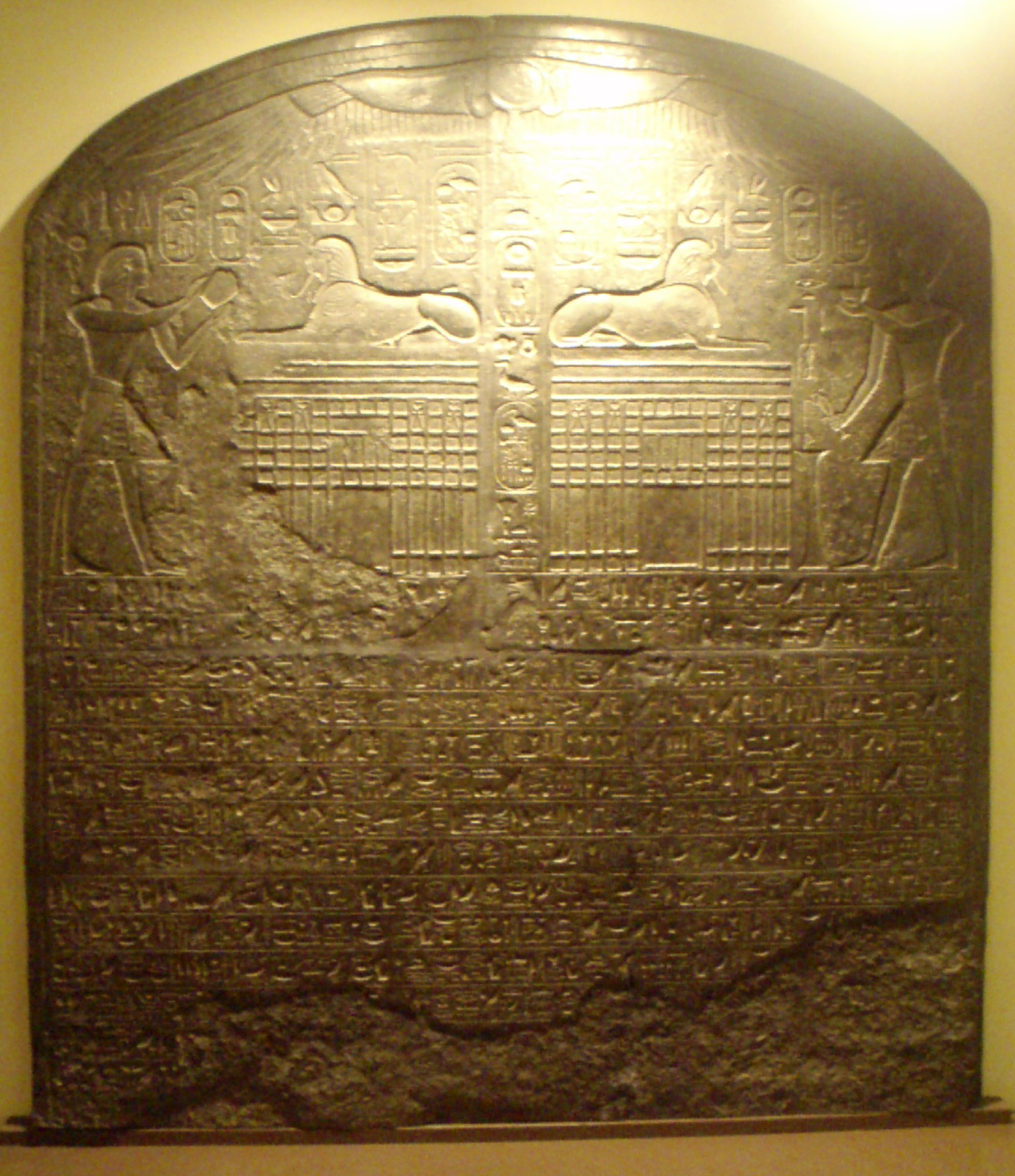
Estela de sonho, reprodução.

A Estela do Sonho é uma estela retangular vertical, 360 cm de altura. A cena superior da luneta, mostra Tutemés IV à direita e à esquerda fazendo oferendas à Grande Esfinge.[carece de fontes?]

## Análise médica da estela
Em 2012, o Dr. Hutan Ashrafian, cirurgião do Imperial College London, analisou a morte precoce de Tutemés IV e as mortes prematuras de outros faraós da Décima Oitava Dinastia (incluindo Tutancâmon e Aquenatom). Ele concluiu que suas mortes precoces eram provavelmente o resultado de uma epilepsia temporal familiar. (No entanto, de acordo com as descobertas de uma nova tomografia computadorizada realizada na múmia de Tutancâmon em 5 de janeiro, liderada pelo Dr. Zahi Hawass, o lado esquerdo da pélvis, costelas e coração de Tutancâmon foram obliterados e/ou totalmente retirados de seu cadáver, o que sugere que ele morreu rápida e violentamente.) Isso explicaria a mortalidade prematura em Tutemés IV e também pode explicar sua visão religiosa descrita em sua Estela dos Sonhos, devido a esse tipo de associação da epilepsia com intensas visões espirituais e religiosas.